# Aurora Pro Patria 1919 2009-2010
Questa voce raccoglie le informazioni riguardanti l'Aurora Pro Patria 1919 nelle competizioni ufficiali della stagione 2009-2010.

## Stagione
Nella stagione 2009-2010 la panchina bustocca viene affidata inizialmente a Giuseppe Manari, nella stagione precedente secondo di Franco Lerda ma, essendo privo del patentino, come tecnico figura il preparatore dei portiere Raffaele Di Fusco. Sono sei i confermati dal campionato precedente, Morello, Mirko Bruccini, Melara, Giambruno, Polverini e Cristiano, mentre arrivano Nicolas Caglioni, Mario Pacilli, Antonio Aquilanti, Matteo Serafini, Matteo Pivotto, Tommaso Chiecchi, Giovanni Passiglia, Mathias Urbano, Francesco Ripa e lo svizzero Sandro Lombardi. La squadra inizialmente non ingrana e resta a fondo classifica. All'ottava giornata, a seguito della sconfitta in Toscana contro il Figline, maturata all'89', Manari si dimette e al suo posto viene chiamato Vincenzo Cosco. Con i Tigrotti che restano comunque in piena zona Play-out. Così a cinque turni dal termine anche Cosco lascia, dopo la sconfitta (2-1) di Viareggio. Al suo posto viene promosso allenatore il preparatore dei portieri Raffaele Di Fusco, che aveva già coadiuvato il primo allenatore Manari. Dopo due settimane Di Fusco torna a essere il preparatore dei portieri, per le ultime tre giornate ed i Play-out l'allenatore è Gianluca Gaudenzi, il quarto tecnico stagionale. Sotto la sua guida la Pro Patria, il 30 maggio retrocede in Lega Pro Seconda Divisione, dopo il doppio confronto nel Play-out con il Pergocrema, (2-2) allo Speroni, (1-1) al Voltini, con i gialloblù cremaschi salvi in virtù del miglior piazzamento al termine della stagione regolare, 36 punti contro i 35 dei tigrotti.
Grazie ai Play-off conquistati l'anno prima, la squadra bustocca ha partecipato alla Coppa Italia nazionale, dove supera il primo turno vincendo (4-0) contro i siciliani del Gela, poi viene eliminata nel secondo turno dal Mantova (3-1); stessa sorte nella Coppa Italia di Lega Pro dove si ripete, superando nel primo turno l'Alessandria (3-2), e lasciando la competizione nel secondo turno, superata (0-1) dal Lumezzane.

## Divise e sponsor
Lo sponsor tecnico per la stagione 2008-2009 è Macron; sulla maglia vi è come sponsor principale "Fondo Scrovegni - Vegagest Immobiliare", mentre come sponsor secondario è presente "Casta - Carpenteria metallica".
La prima maglia resta la classica biancoblu, la seconda maglia è rossa. Occasionalmente è stata utilizzata una terza maglia blu scuro.
| 1ª maglia | 2ª maglia | 3ª maglia |

## Organigramma societario
Area direttiva
- Presidente: Antonio Tesoro
- Presidente onorario: Alberto Armiraglio
- Amministratore delegato: Fulvio Radaelli
- Collaboratore di direzione: Francesco Lamazza

Area organizzativa
- Segretario generale: Italo Federici
- Segretario: Saverio Granato
- Team manager: Giuseppe Gonnella

Area tecnica
- Direttore sportivo:
- Allenatore: Giuseppe Manari[2], poi Vincenzo Cosco, poi Raffaele Di Fusco, poi Gianluca Gaudenzi
- Preparatore atletico: Nicola Albarella
- Preparatore dei portieri: Raffaele Di Fusco

Area sanitaria
- Medici sociali: Gianluca Castiglioni, Massimo Besnati
- Massaggiatori: Mauro Monza

## Rosa
| N. |                    | Ruolo | Calciatore          |
| -- | ------------------ | ----- | ------------------- |
|    | Italia (bandiera)  | P     | Nicholas Caglioni   |
|    | Italia (bandiera)  | P     | Stefano Fortunato   |
|    | Italia (bandiera)  | P     | Marco Giambruno     |
|    | Italia (bandiera)  | D     | Antonio Aquilanti   |
|    | Italia (bandiera)  | D     | Mirko Barbagli      |
|    | Italia (bandiera)  | D     | Gaetano Calà        |
|    | Italia (bandiera)  | D     | Tommaso Chiecchi    |
|    | Italia (bandiera)  | D     | Federico Del Grosso |
|    | Italia (bandiera)  | D     | Marco Ghezzi        |
|    | Italia (bandiera)  | D     | Angelo Marci        |
|    | Italia (bandiera)  | D     | Mattia Masiero      |
|    | Italia (bandiera)  | D     | Enrico Morello      |
|    | Italia (bandiera)  | D     | Matteo Pivotto      |
|    | Italia (bandiera)  | D     | Dario Polverini     |
|    | Italia (bandiera)  | D     | Giuseppe Rinaldi    |
|    | Italia (bandiera)  | D     | Mariano Rudi        |
|    | Camerun (bandiera) | D     | Thomas Fabrice Som  |
|    | Italia (bandiera)  | C     | Eder Baù            |

| N. |                      | Ruolo | Calciatore         |
| -- | -------------------- | ----- | ------------------ |
|    | Italia (bandiera)    | C     | Mirko Bruccini     |
|    | Italia (bandiera)    | C     | Domenico Cristiano |
|    | Italia (bandiera)    | C     | Simone Dell'Acqua  |
|    | Ghana (bandiera)     | C     | Basty Kyeremateng  |
|    | Svizzera (bandiera)  | C     | Sandro Lombardi    |
|    | Italia (bandiera)    | C     | Fabrizio Melara    |
|    | Italia (bandiera)    | C     | Davide Nocciola    |
|    | Italia (bandiera)    | C     | Simone Palermo     |
|    | Italia (bandiera)    | C     | Giovanni Passiglia |
|    | Italia (bandiera)    | A     | Stefano Chiodini   |
|    | Italia (bandiera)    | A     | Gianluca Iaconis   |
|    | Albania (bandiera)   | A     | Xhuljano Kulli     |
|    | Italia (bandiera)    | A     | Mario Pacilli      |
|    | Italia (bandiera)    | A     | Luca Paponetti     |
|    | Italia (bandiera)    | A     | Francesco Ripa     |
|    | Italia (bandiera)    | A     | Vincenzo Sarno     |
|    | Italia (bandiera)    | A     | Matteo Serafini    |
|    | Argentina (bandiera) | A     | Matías Urbano      |

## Risultati

### Lega Pro Prima Divisione

#### Girone di andata
| Arbitro: | Bellutti (Trento) |

|               |           |                        |
| Aquilanti 60’ | Marcatori | 15’ Le Noci 38’ Uliano |

| Arbitro: | Bergher (Rovigo) |

|                         |           |             |
| Rodriguez 26’ Rosso 83’ | Marcatori | 45’ F. Ripa |

| Arbitro: | Tidona (Torino) |

|                                        |           |  |
| F. Ripa 14’ (rig.) Serafini 42’ (rig.) | Marcatori |  |

| Arbitro: | Zonno (Bari) |

|               |           |              |
| La Camera 66’ | Marcatori | 19’ Serafini |

| Arbitro: | De Faveri (San Donà di Piave) |

|  |           |                       |
|  | Marcatori | 56’ Corrent 78’ Ciano |

| Pagani 27 settembre 2009 6ª giornata | Paganese              | 0 – 0 | Pro Patria | Stadio Marcello Torre\| Arbitro: \| Paparazzo (Catanzaro) \| |
| Arbitro:                             | Paparazzo (Catanzaro) |       |            |                                                              |

| Arbitro: | Gallo (Barcellona Pozzo di Gotto) |

|  |           |              |
|  | Marcatori | 77’ Gonzalez |

| Arbitro: | Giallanza (Catania) |

|                         |           |             |
| Redomi 39’ Frediani 88’ | Marcatori | 65’ F. Ripa |

| Arbitro: | Di Paolo (Avezzano) |

|            |           |  |
| Melara 78’ | Marcatori |  |

| Arbitro: | Barbeno (Brescia) |

|                    |           |             |
| F. Ripa 85’ (rig.) | Marcatori | 39’ Tripoli |

| Arbitro: | Cafari Panico (Cassino) |

|                                          |           |             |
| Nizzetto 24’ M. Gori 46’ Coda 58’, 90+2’ | Marcatori | 15’ Pacilli |

| Arbitro: | Peretti (Verona) |

|              |           |  |
| Bruccini 73’ | Marcatori |  |

| Arbitro: | Magno (Catania) |

|                 |           |             |
| De Oliveira 41’ | Marcatori | 44’ Pacilli |

| Arbitro: | Trentalange (Nichelino) |

|                                  |           |                             |
| Urbano 57’ Serafini 90+1’ (rig.) | Marcatori | 7’ A. Esposito 90+4’ Feussi |

| Arbitro: | Bindoni (Venezia) |

|               |           |              |
| Sciaudone 27’ | Marcatori | 77’ Serafini |

| Busto Arsizio 6 dicembre 2009 16ª giornata | Pro Patria        | 0 – 0 | Monza | Stadio Carlo Speroni\| Arbitro: \| Benassi (Bologna) \| |
| Arbitro:                                   | Benassi (Bologna) |       |       |                                                         |

| Arbitro: | Vallesi (Ascoli Piceno) |

|            |           |             |
| Grippo 65’ | Marcatori | 77’ F. Ripa |

#### Girone di ritorno
| Arbitro: | Irrati (Pistoia) |

|             |           |            |
| Le Noci 87’ | Marcatori | 75’ Melara |

| Arbitro: | Abbattista (Molfetta) |

|               |           |  |
| Passiglia 57’ | Marcatori |  |

| Arbitro: | Pasqua (Tivoli) |

|                           |           |           |
| Menassi 68’ Martini 90+2’ | Marcatori | 63’ Sarno |

| Arbitro: | Bietolini (Firenze) |

|                                        |           |                                                       |
| F. Ripa 41’ Pacilli 44’ Serafini 45+3’ | Marcatori | 24’ S. Ferraro 61’ (rig.), 70’ P. Clemente 77’ Evacuo |

| Arbitro: | Borriello (Mantova) |

|                  |           |  |
| Marconi 21’, 87’ | Marcatori |  |

| Arbitro: | Corletto (Castelfranco Veneto) |

|                          |           |         |
| F. Ripa 30’ Serafini 40’ | Marcatori | 3’ Izzo |

| Arbitro: | Viti (Campobasso) |

|            |           |           |
| Rubino 88’ | Marcatori | 39’ Sarno |

| Arbitro: | Perisan (Pordenone) |

|                            |           |                                   |
| F. Ripa 38’ Lombardi 90+1’ | Marcatori | 28’ (rig.) Fioretti 86’ Villafane |

| Como 7 marzo 2010 26ª giornata | Como             | 0 – 0 | Pro Patria | Stadio Giuseppe Sinigaglia\| Arbitro: \| Carbone (Napoli) \| |
| Arbitro:                       | Carbone (Napoli) |       |            |                                                              |

| Arbitro: | Vivenzi (Brescia) |

|                                       |           |             |
| Carrozza 39’ Ebagua 55’ Buzzegoli 70’ | Marcatori | 68’ F. Ripa |

| Arbitro: | Palazzino (Ciampino) |

|                        |           |                        |
| Melara 14’ F. Ripa 59’ | Marcatori | 8’ Carotti 62’ Musetti |

| Arbitro: | Del Giovane (Albano Laziale) |

|                           |           |                    |
| Mandorlini 47’ Eusepi 56’ | Marcatori | 84’ (rig.) F. Ripa |

| Arbitro: | Baratta (Salerno) |

|            |           |               |
| Urbano 71’ | Marcatori | 41’ Venitucci |

| Arbitro: | Merchiori (Ferrara) |

|                                      |           |  |
| Paulinho 24’, 65’ Carlini 72’ (rig.) | Marcatori |  |

| Arbitro: | Cervellera (Taranto) |

|                                       |           |                           |
| Sarno 9’, 37’ F. Ripa 53’ Marci 90+4’ | Marcatori | 29’ Cavagna 44’ Sciaudone |

| Arbitro: | Barbeno (Brescia) |

|               |           |  |
| Samb 50’, 85’ | Marcatori |  |

| Arbitro: | Bindoni (Venezia) |

|                       |           |               |
| Marci 14’ Pacilli 64’ | Marcatori | 29’ Galabinov |

### Play-out
| Arbitro: | Gambini (Roma) |

|                  |           |                         |
| F. Ripa 12’, 28’ | Marcatori | 37’ (rig.), 67’ Le Noci |

| Arbitro: | Gallo (Barcellona Pozzo di Gotto) |

|           |           |             |
| Galli 46’ | Marcatori | 23’ F. Ripa |

### Coppa Italia

#### Turni preliminari
| Arbitro: | Vivenzi (Brescia) |

|                                        |           |  |
| Sarno 17’ Pacilli 52’ F. Ripa 63’, 81’ | Marcatori |  |

| Arbitro: | Calvarese (Teramo) |

|                                      |           |             |
| Marchesetti 4’ Caridi 53’ Tarana 64’ | Marcatori | 47’ F. Ripa |

### Coppa Italia Lega Pro

#### Fase 1
| Arbitro: | M. Russo (Milano) |

|                                                  |           |                           |
| Signorini 40’ (aut.) Barbagli 90+4’ Sarno 120+1’ | Marcatori | 36’ Signorini 38’ Volpara |

| Arbitro: | Penno (Nichelino) |

|  |           |                   |
|  | Marcatori | 12’ (rig.) Lauria |

## Statistiche

### Statistiche di squadra
| Competizione                        | Punti | In casa | In casa | In casa | In casa | In casa | In casa | In trasferta | In trasferta | In trasferta | In trasferta | In trasferta | In trasferta | Totale | Totale | Totale | Totale | Totale | Totale | DR  |
| Competizione                        | Punti | G       | V       | N       | P       | Gf      | Gs      | G            | V            | N            | P            | Gf           | Gs           | G      | V      | N      | P      | Gf     | Gs     | DR  |
| ----------------------------------- | ----- | ------- | ------- | ------- | ------- | ------- | ------- | ------------ | ------------ | ------------ | ------------ | ------------ | ------------ | ------ | ------ | ------ | ------ | ------ | ------ | --- |
| Lega Pro Prima Divisione - Girone A | 35    | 17      | 7       | 6       | 4       | 25      | 21      | 17           | 0            | 8            | 9            | 12           | 28           | 34     | 7      | 14     | 13     | 37     | 49     | -12 |
| Lega Pro Prima Divisione - Play-out | -     | 1       | 0       | 1       | 0       | 2       | 2       | 1            | 0            | 1            | 0            | 1            | 1            | 2      | 0      | 2      | 0      | 3      | 3      | 0   |
| Coppa Italia                        | -     | 1       | 1       | 0       | 0       | 4       | 0       | 1            | 0            | 0            | 1            | 1            | 3            | 2      | 1      | 0      | 1      | 5      | 3      | +2  |
| Coppa Italia Lega Pro               | -     | 2       | 1       | 0       | 1       | 3       | 3       | -            | -            | -            | -            | -            | -            | 2      | 1      | 0      | 1      | 3      | 3      | 0   |
| Totale                              | -     | 21      | 9       | 7       | 5       | 34      | 26      | 19           | 0            | 9            | 10           | 14           | 32           | 40     | 9      | 16     | 15     | 48     | 58     | -10 |